# Lijst van gouverneurs van Stockholm

Wapen van de gouverneur, in gebruik 1938-1967

Wapen van de gouverneur, in gebruik tot 1938

De gouverneur van Stockholm, Zweeds: överståthållaren, was de hoogste vertegenwoordiger van de koning in de stad Stockholm in de periode van 1634 tot 1967. De functie werd in 1634 ingesteld door de eerste Zweedse grondwet, die de oude landschappen van Zweden ophief, en verving door län en de stad Stockholm. Een län is een provincie. De provincie Stockholm, Stockholms län werd in 1714 opgericht met eigen gouverneurs. De stad Stockholm werd pas in 1967 volledig geïntegreerd, waarna de functie van gouverneur werd afgeschaft. De laatste gouverneur werd daarna gouverneur van de samengevoegde provincie Stockholm. De gouverneur werd bijgestaan door een luitenant-gouverneur.

## Lijst van gouverneurs
- Claes Larsson Fleming 1634–1644
- Knut Göransson Posse 1645–1650
- Herman Fleming 1650–1652
- Johan Berndes 1652
- Schering Rosenhane 1652–1663
- Claes Tott 1664–1665
- Axel Sparre 1665–1673
- Claes Rålamb 1673–1678
- Göran Gyllenstierna 1678–1682
- Christoffer Gyllenstierna 1682–1705
- Knut Posse 1705–1714
  - Jakob Burensköld, waarnemend 1710–1711
  - Jakob Spens, waarnemend 1714
- Gustaf Adam Taube 1714–1732
- Michael Törnflycht 1732–1738
- Rutger Fuchs 1739–1753
- Johan Christoffer von Düring 1753–1759
- Jakob Albrekt von Lantinghausen 1759–1769
- Axel Wrede Sparre 1770–1772
- Ture Gustaf Rudbeck 1772–1773
  - Carl Fredrik Pechlin, waarnemend 1772
- Carl Sparre 1773–1791
  - Adolf Fredrik Munck, waarnemend 1789
- Gustaf Mauritz Armfelt 1792
- Carl Vilhelm Modée 1792–1795
- Hans Henrik von Essen 1795–1797
- Samuel af Ugglas 1797
- geen 1797–1800
- Samuel af Ugglas 1800
- geen 1800–1809
- Vilhelm Mauritz Klingspor 1809–1810
- Anders Fredrik Skjöldebrand, waarnemend 1810–1812
- Carl Mörner 1812–1818
  - Johan August Sandels, waarnemend 1815
  - Olof Rudolf Cederström, waarnemend 1816–1818
  - Daniel Edelcreutz, waarnemend 1818–1828
  - Carl Johan af Nordin, waarnemend 1828–1830
- Jakob Vilhelm Sprengtporten 1830–1838
- Axel Johan Adam Möllerhielm, waarnemend 1838–1842
- Claes Hans Rålamb, waarnemend 1839
  - Mauritz Axel Lewenhaupt, waarnemend 1841,1842–1844
- Jakob Vilhelm Sprengtporten 1844–1848
- Jakob Essen Hamilton 1848–1862
- Gillis Bildt 1862–1874
- Curt Gustaf af Ugglas 1874–1888
- Klas Gustaf Adolf Tamm 1888–1902
  - Fredrik von Essen, waarnemend 1899
- Robert Dickson 1902–1911
  - Carl Fredrik Wilhelm Hederstierna, waarnemend 1911–1912
- Johan Olof Ramstedt 1912–1920
- Carl Fredrik Wilhelm Hederstierna 1920–1928
  - Mauritz Reinhold Sahlin, waarnemend 1923
- Gustaf Henning Elmquist 1928–1933
- Torsten Karl Viktor Nothin 1933–1949
- Johan Hagander 1949–1963
- Allan Nordenstam 1963–1967